# Nina Bulatović
Nina Bulatović (født 9. december 1996) er en montenegrinsk håndboldspiller, som spiller i ŽRK Budućnost og Montenegros kvindehåndboldlandshold.
Hun blev udtaget til landstræner Bojana Popović' trup ved VM i kvindehåndbold 2021 i Spanien, hvor det montenegrinske hold blev nummer 22.